# 霞城公園

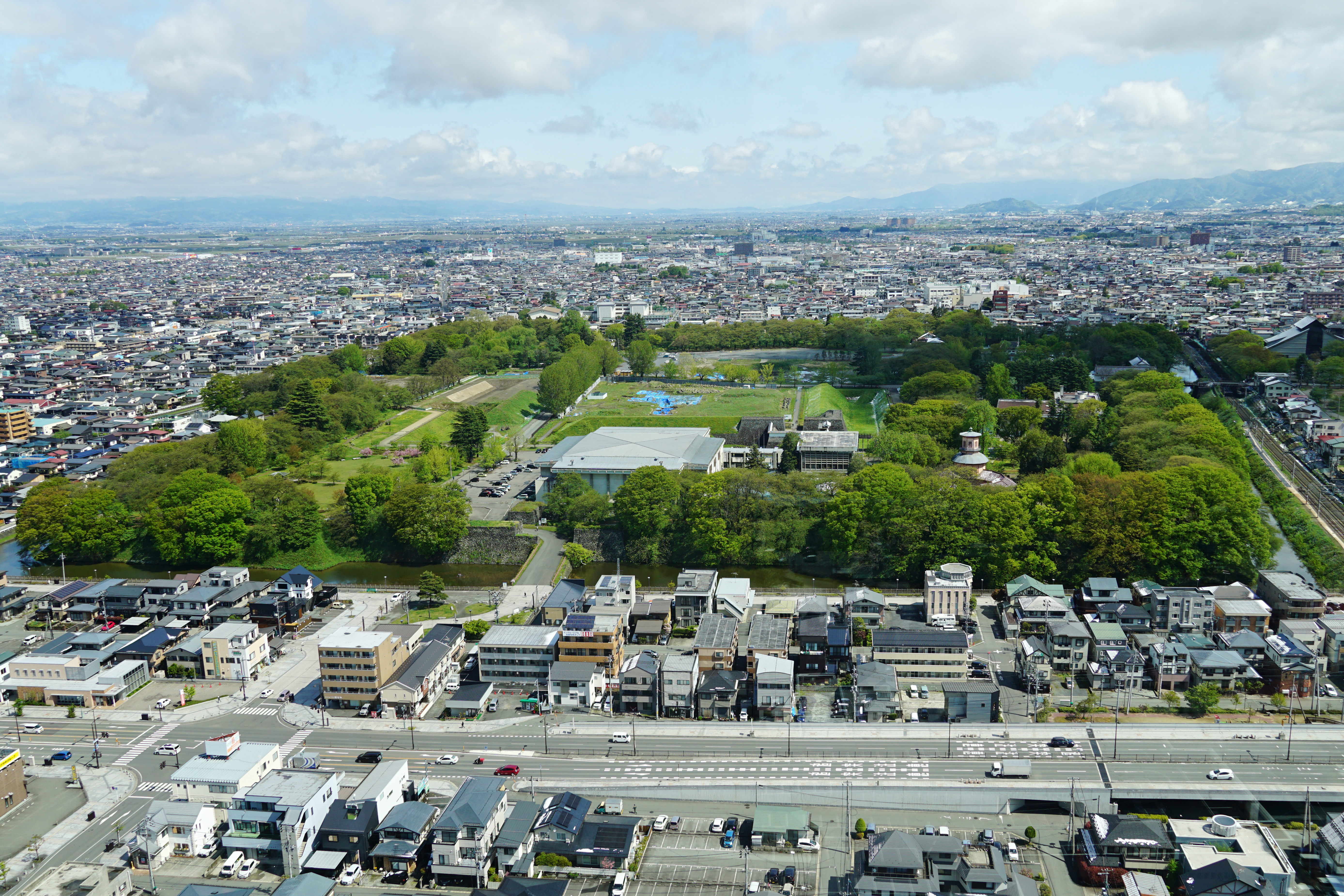
霞城公園俯瞰

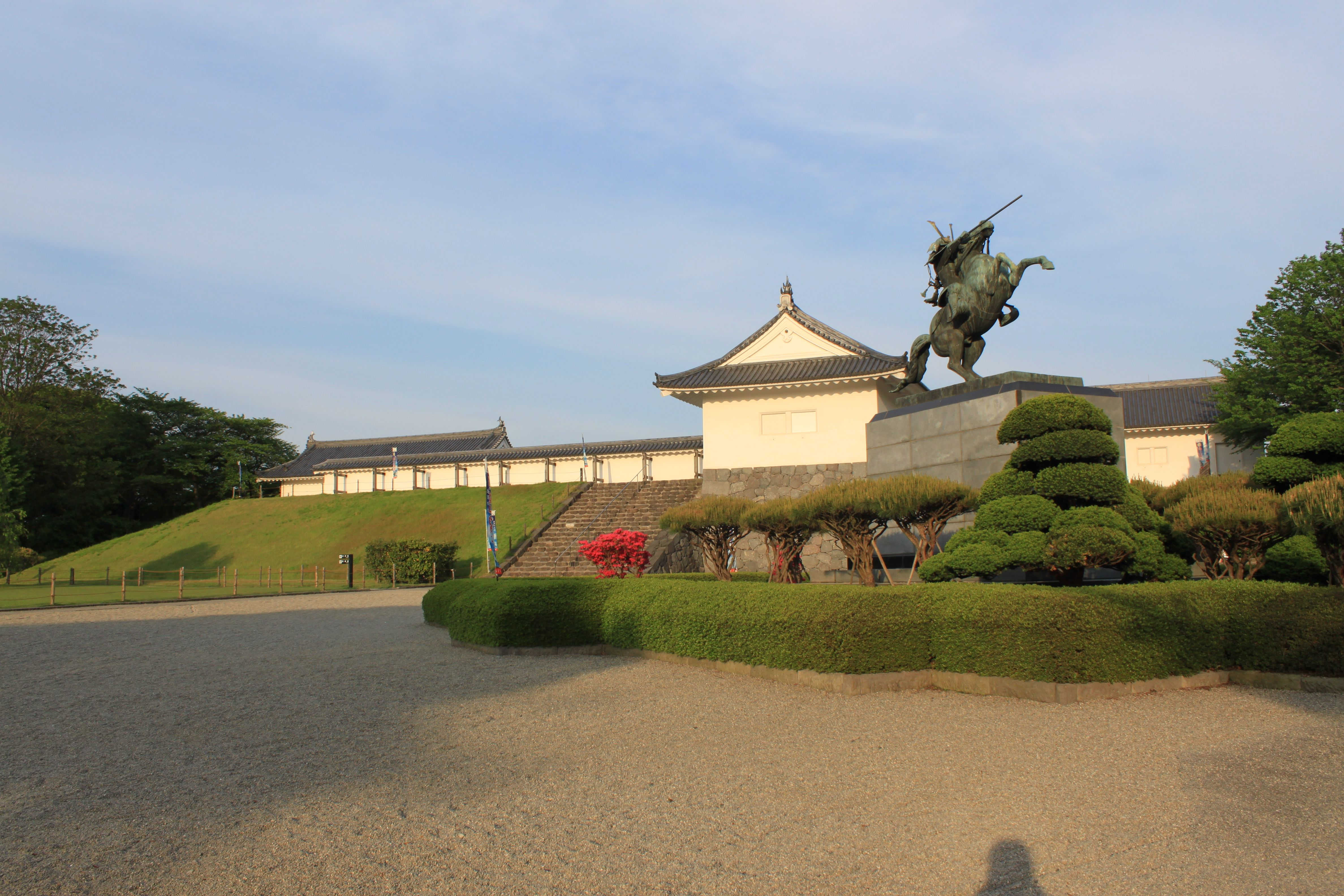
霞城公園内の東大手門と最上義光の銅像

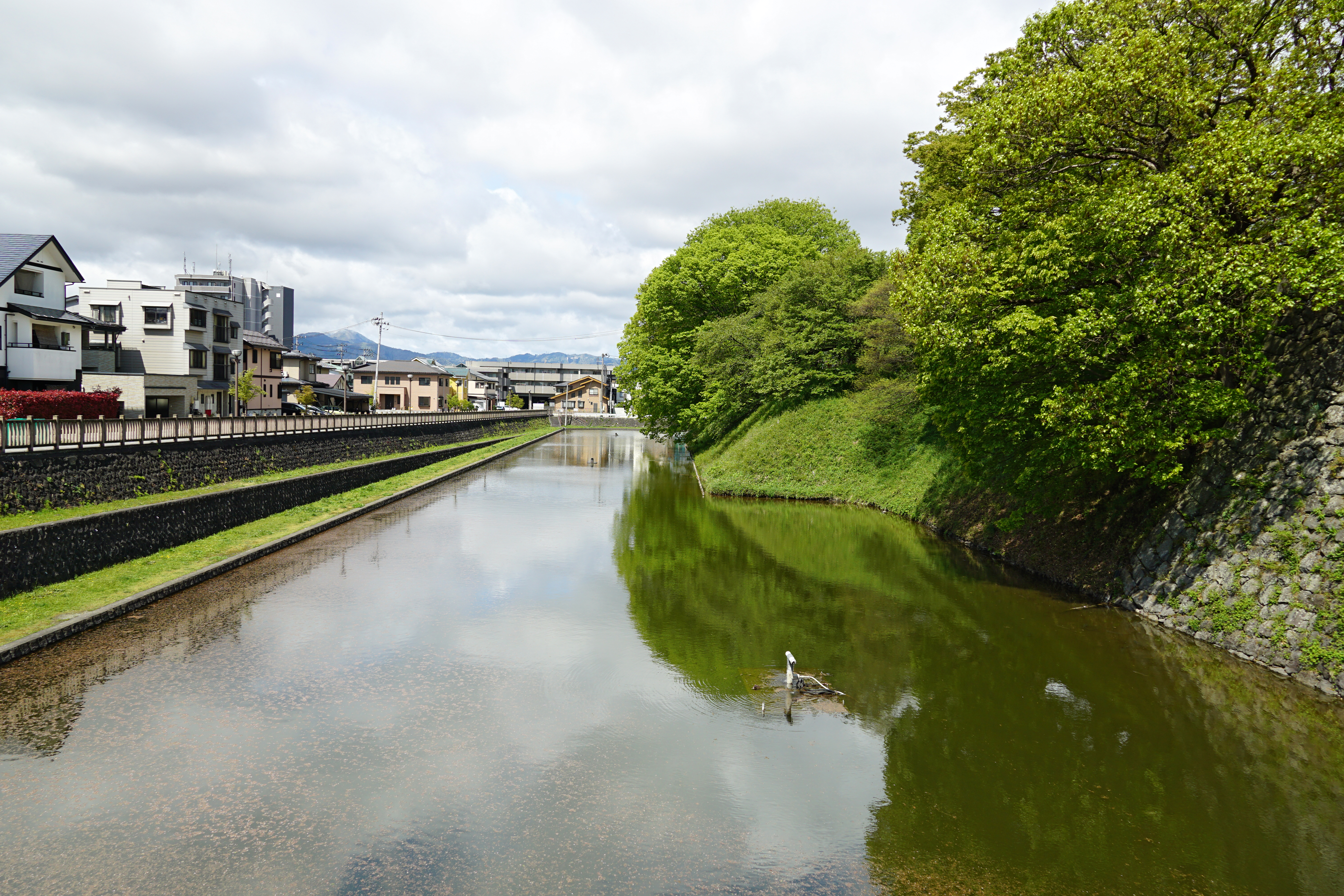
霞城公園外濠

霞城公園（かじょうこうえん）は、山形市の中心部に位置する山形城跡（国指定史跡）のうち約35．9haの面積を整備した都市公園である。

## 概要
第二次世界大戦の終戦によって、旧山形城跡に衛戍していた山形歩兵第三十二連隊の敷地は山形市に払い下げられた。市は跡地を各種文化施設の設置のほか、スポーツ公園として整備する方針を決定し、1949年に跡地は霞城公園として市民に開放された。
霞城公園におけるスポーツ施設は、まず、市営球場が建設され、次いでバレーコート、テニスコート、ソフトボール競技場等が整備された。また1964年度には市営球場が公式野球場としての機能を充実させるため、改築工事が行われ、その後、弓道場、運動広場も整備された。このほか県によって山形県体育館が建設されたほか、明治百年記念事業の一環として山形県立博物館も設置された。加えて、国の重要文化財に指定された済生館病院本館が公園内に移設され、山形市郷土館として一般開放されている。
霞城公園は市街地の中に突然現れる一辺500mほどの広大な緑地で、山形城址二の丸の堀と石垣などの遺構を中心とした範囲を公園とし、人工衛星からの画像でも、その輪郭がはっきりとわかる山形市のシンボル的な構造物である。なお、山形城は三の丸まである平城だったが、山形歩兵第三十二連隊が設置された際、本丸は埋め立てられて整地され、二の丸の東大手門と北門枡形囲いの石垣や土塁は撤去されたほか、三の丸の堀も埋められてほとんど面影を残していない。1986年5月に二の丸跡と三の丸跡の一部が国の史跡に指定された。霞城（かじょう）、霞ヶ城(かすみがじょう)は山形城の異名であり、公園名もそれに由来する。
1978年に立案された30年間にわたる山形市の長期計画である「山形城復元」に沿って、事業の第一弾である東大手門が総事業費11億円を投じ1991年3月に完成した。2006年には本丸の正門に当たる一文字門に架かる大手橋が復元され、さらに2013年には本丸大手門枡形内の高麗門及び土塀が復元の上で、翌年8月から一般公開されている。市は2033年をめどに、本丸全体の発掘調査を完了させるとともに、本丸北枡形の復元を完了することを計画している。

## 施設

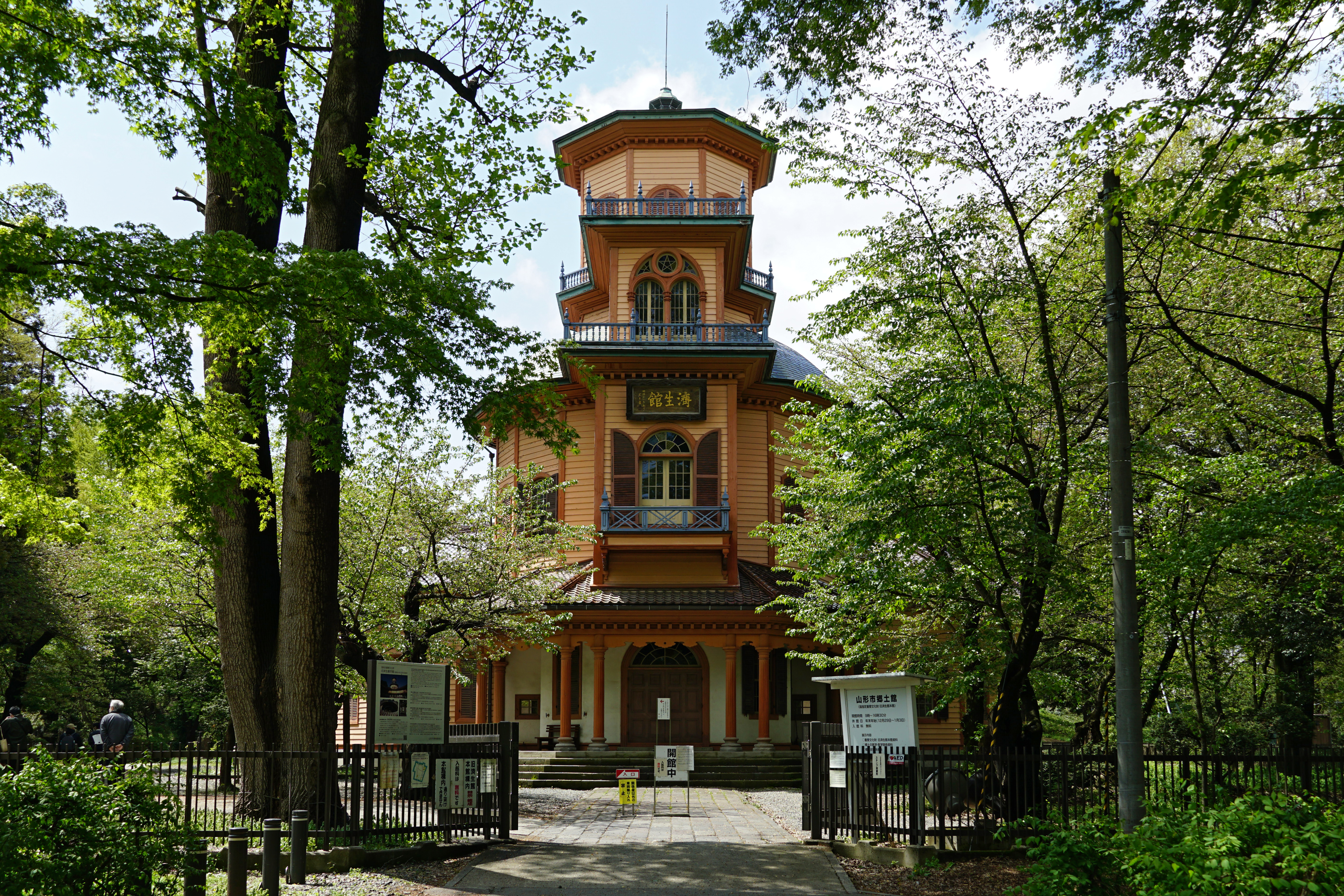
済生館

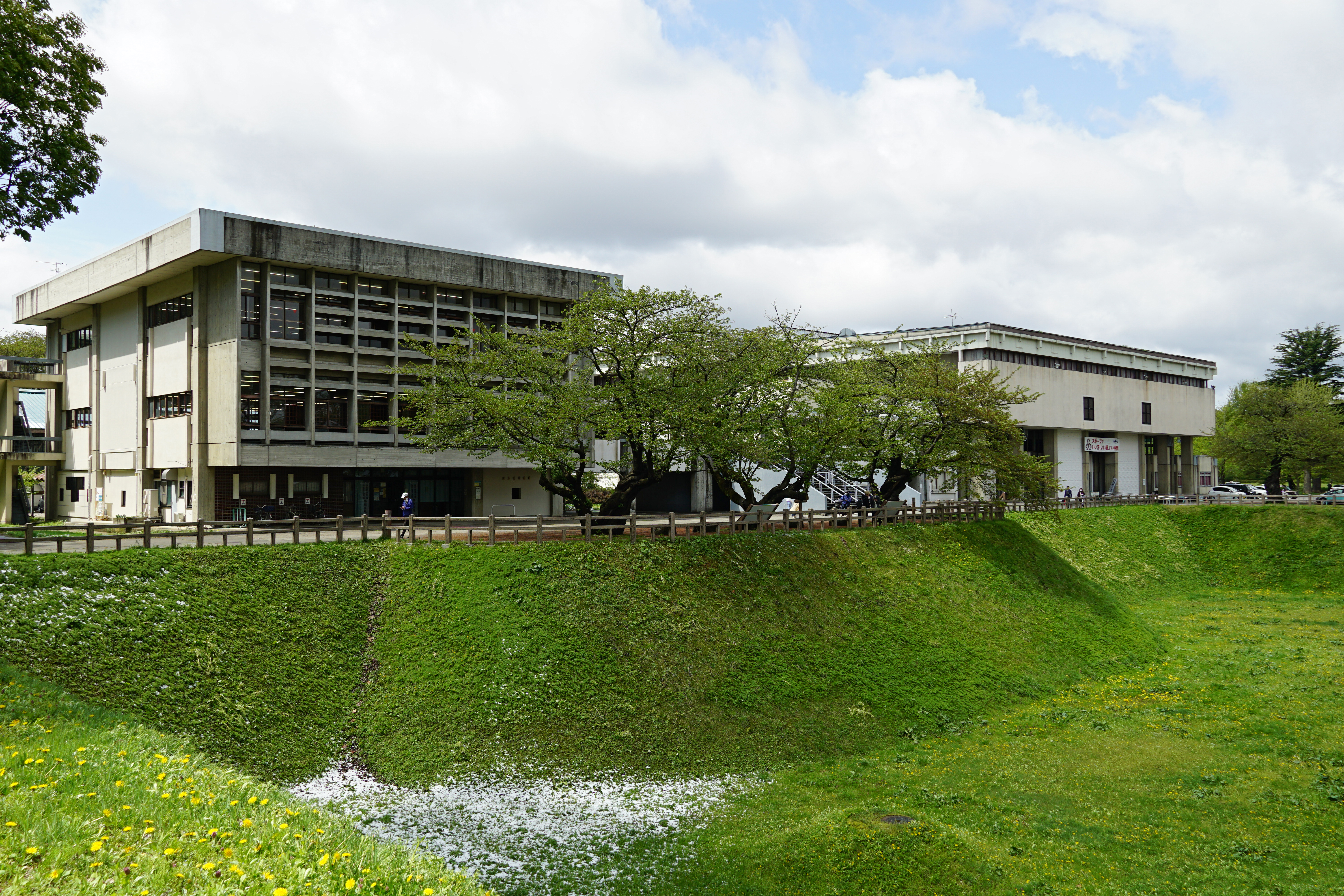
山形県体育館（右）と山形県武道館

霞城公園は市民の憩いの場となっており、さまざまな公的な施設が設置され、各種スポーツ大会やイベントなどが開催されてきた。
史跡として整備するため、スポーツ施設を中心に順次、撤去されている。撤去されたのは、市民プール、サッカー場、テニスコート、野外音楽堂。当分の間の存続が決定した施設は、武道館（1F合宿場・2F柔道場・3F剣道場）である。
- スポーツ施設 - 県体育館、県武道館、弓道場など。
- 文化施設 - 山形県立博物館、山形市郷土館（済生館）など。

## 見どころ
桜の名所として知られる。石垣に植えられた桜はライトアップされて堀の水面に映り込む。桜の季節には、公園に隣接して走る奥羽本線が、観桜のために速度を落として通行する。

## 交通
- 最寄りの駅：山形駅

## 周辺の施設

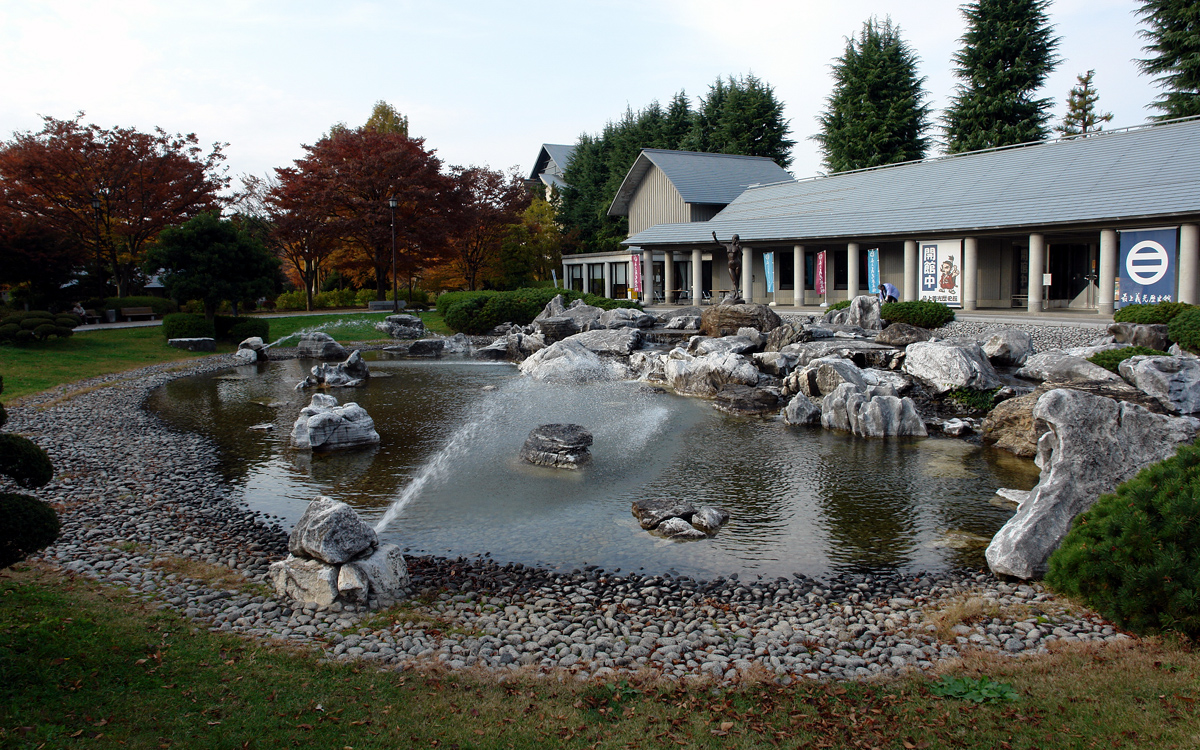
最上義光歴史館

- 山形美術館
- 最上義光歴史館
- NHK山形放送局